# Biblioteca y Museo Presidencial de Barack H. Obama
El Centro Presidencial Barack Obama (inglés: Barack Obama Presidential Center) es el centro que albergara la biblioteca presidencial y museo dedicados al 44.º Presidente de los Estados Unidos, Barack Obama, y las oficinas de la Fundación Obama. Esta actualmente siendo  construida en la Jackson Park, en la ciudad de Chicago, Illinois. Su construcción comenzó en 2021.